# Holubovská Bašta
Holubovská Bašta (německy Baschten) je osada, část obce Čakov v okrese České Budějovice v Jihočeském kraji. Leží zhruba třináct kilometrů severozápadně od Českých Budějovic, na úzké šíji mezi rybníky Dehtář a Posměch. V roce 2011 zde trvale žilo 35 obyvatel.

## Historie

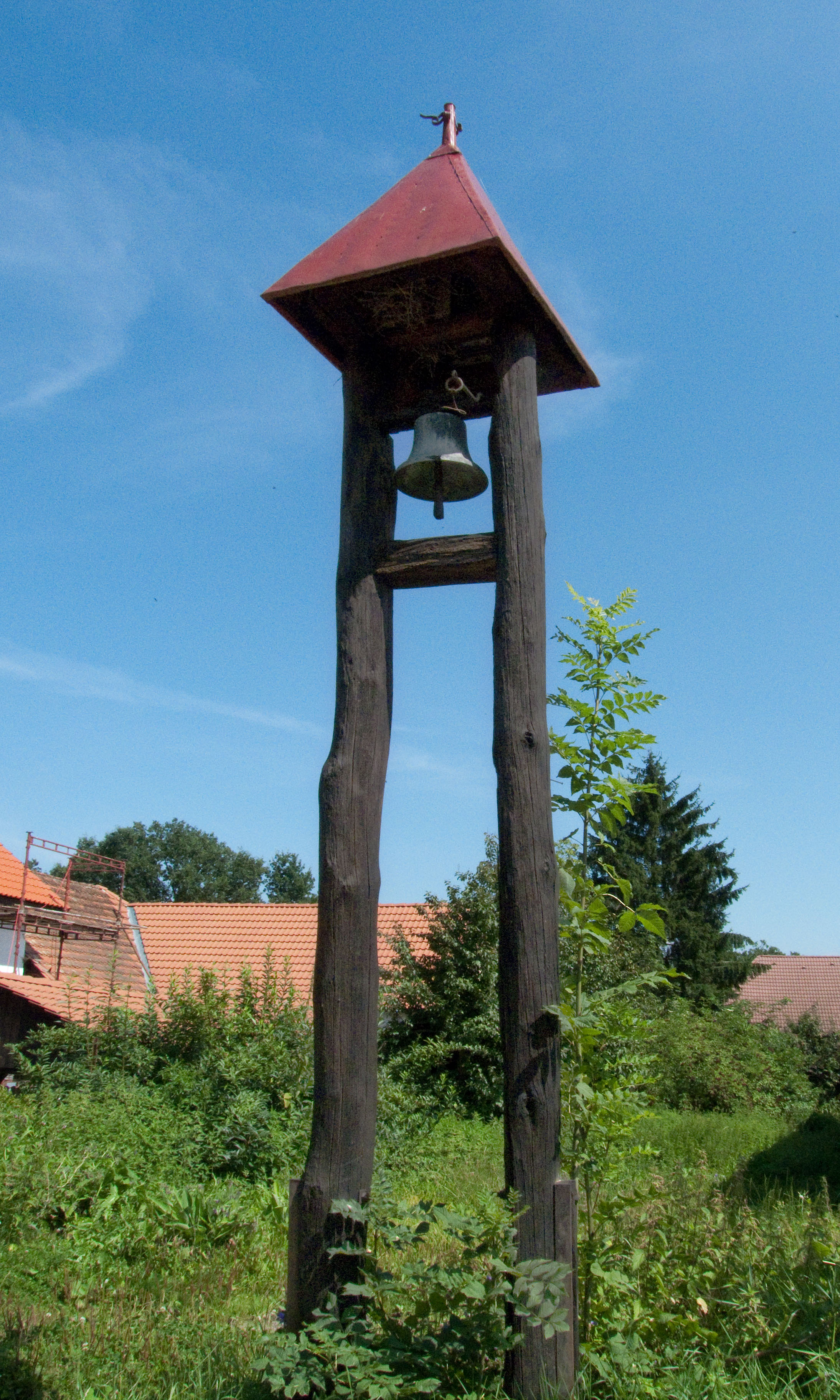
Zvonička

Základem sídla byla bašta (domek rybničního hlídače) při rybníce Posměch, založeném na rožmberském panství Český Krumlov roku 1485. Bašta snad vznikla v této době, ale první písemná zmínka o ní pochází až z roku 1527, kdy byla svěřena do užívání jistému Vojtěchu Holubovi, po němž také nese jméno až do dnešních dnů. Někdy koncem 16. století k baště přibyly dvě selské usedlosti, které zaznamenává rožmberský urbář z roku 1600. Zvolna narůstající osada náležela až do zrušení poddanství ke krumlovskému panství, jehož posledními držiteli byli od roku 1719 Schwarzenbergové.

## Obyvatelstvo
| Rok            | 1840 | 1869 | 1880 | 1890 | 1900 | 1910 | 1921 | 1930 | 1950 | 1961 | 1970 | 1980 | 1991 | 2001 | 2011 | 2021 |
| -------------- | ---- | ---- | ---- | ---- | ---- | ---- | ---- | ---- | ---- | ---- | ---- | ---- | ---- | ---- | ---- | ---- |
| Počet obyvatel | 37   | 62   | 68   | 71   | 69   | 70   | 55   | 57   | 55   | 45   | 40   | 33   | 27   | 30   | 35   | 29   |
| Počet domů     | 8    | 9    | 10   | 10   | 11   | 11   | 10   | 10   | 11   | 11   | 11   | 9    | 12   | 13   | 14   | 17   |

## Obecní správa
Od roku 1850 tvoří Holubovská Bašta součást obce Čakov vyjma období od 14. června 1964 do 23. listopadu 1990, kdy byla spolu s ní začleněna pod obec Jankov.

## Pamětihodnosti
- Celá osada představuje dobře zachovaný soubor lidové architektury
- Dřevěná sloupková zvonička
- Kamenný klenutý mostek v místě, kde jediná příjezdová silnička od Čakova překonává výtok z rybníka Posměch (asi 300 metrů jihovýchodně od osady)